# Storm Corrosion
Storm Corrosion — совместный проект рок-музыкантов Стивена Уилсона и Микаэля Окерфельдта, начатый в 2010 году. В рамках проекта был записан альбом под названием «Storm Corrosion», выпущенный 8 мая 2012 года.
Окерфельдт и Уилсон знакомы с конца 1990-х годов и вместе работали над несколькими альбомами Opeth. С 2001 по 2003 год Уилсон участвовал в создании трёх альбомов Opeth: Blackwater Park, Deliverance и Damnation. Окерфельдт, в свою очередь, принял участие в записи альбома Deadwing группы Porcupine Tree, вышедшего в 2005 году.

## Альбом «Storm Corrosion»
Альбом был выпущен 8 мая 2012 года компанией Roadrunner Records. В записи принимали участие Гэвин Харрисон, Бен Касл, а также Лондонский филармонический оркестр. В 2013 году альбом был номинирован на премию Грэмми в категории «Лучшее объемное звучание».
1. Drag Ropes
2. Storm Corrosion
3. Hag
4. Happy
5. Lock Howl
6. Ljudet Innan